# جيان ديزا
جيان ديزا (بالإسبانية: Jean Deza)‏ وهو لاعب كرة قدم بيروفي في مركز الجناح ولد في يوم 9 يونيو 1993 في مدينة كاياو في البيرو ويلعب حالياً مع أليانزا ليما كمعار من نادي مونبلييه، وسبق له اللعب مع نادي ديبورتيفو يونفيرسيداد دي سان مارتين دي بوريس ونادي جيلينا في سلوفاكيا وأكاديميكا كانتولاو ولعب مع منتخب البيرو لكرة القدم ويبلغ طوله 180 سم.

## روابط خارجية
- جيان ديزا على موقع قاعدة بيانات كرة القدم.إي يو (الإنجليزية)
- جيان ديزا على موقع ناشيونال فوتبول تيمز (الإنجليزية)
- جيان ديزا على موقع Soccerway.com (الإنجليزية)
- جيان ديزا على موقع عالم كرة القدم.نت (الإنجليزية)
- جيان ديزا على موقع AS.com (الإسبانية)